# パステル家族
『パステル家族』（パステルかぞく、英: The Pastel Family）は、セイによる日本の漫画。漫画アプリcomicoにて連載していた。漫画は毎週金曜日更新。単行本は15巻まではアクションコミックス comico BOOKS（発行：NHN comico）より、16巻以降は作者の自費出版によりpixivが運営するBOOTHより刊行。

## 概要
comicoのサービスが始まった当初からの連載漫画の一つであり、2015年1月23日よりcomicoとは別に単独アプリとして配信されていた。現在は金曜日のみの連載であるが、2014年5月27日から同年11月18日までの期間は、火曜日にも連載しており、comico作品の中でも数少ない週2連載をしていた。かつ、今までの連載で1度も休載していないため、2025年5月現在comico作品の中で最も話数の多い作品でもある。
登場人物たちの日常生活を描いた作品であり、基本的に1話ないし数話で1つの回が完結する。話数カウントは「○話」（○には数字が入る）となっており、各話のサブタイトルは「～回」で統一されている。作中では時間は流れており、登場人物も年齢を重ねていく。また作品の時系列的に過去の物語の内容が、先の物語に関連することも多い。マヨやしおりたちの幼少期を描いた回を筆頭に、人物の過去を描いた回も数多く、その多くは回の順番と時系列が一致していないのがほとんどである。
回によっては4コマ漫画風に描く場合があり、初期の頃のコメディ回で特に多い。この理由として、comicoの設立当時は、スマートフォンによる縦スクロールで読める漫画形式がかなり珍しく、多くのcomico作家が漫画制作に四苦八苦していた中で、作者であるセイは「面倒だから4コマ漫画にしてしまおう」と考え付いたからだと語っている。

## あらすじ
『ご飯を家族で食べる』『友達とお出かけする』『みんなでゲームする』
主人公のマヨを中心に、5人家族の明河原家と、個性豊かなキャラクターが送る日常コメディ

## 登場人物

### 明河原家
明河原マヨ（あけがわらマヨ）
本作の主人公。高校1年生。5月30日生まれ。一人称は「私」（幼少期は「マヨ」）。
髪型は一つ縛りでお団子を後ろに作っている。幼少の頃は2つ縛りしていた。髪色は少し茶色掛かっている。
明るくて、誰とでも仲良くなれる性格である。人の顔と名前を覚えるのが得意で、それはマヨと知り合った当初ロングヘアであったケイが、その日のうちに髪をショートカットにしたにもかかわらず、翌日間違えずにマヨに名前を呼んでもらえたことからもうかがえる。また、人脈が広く、マヨが風邪を引いた際は、心配した商店街の人々からあらゆる食材を頂けるほどである。
主人公でありながら、得意分野が少なく、天然であり、かなり不器用である。勉強等も成績は下位の方である。一方で運動は人並みにこなせるようで、持久力もそれなりにある。しかしバランス能力は欠けており、バランスボールに乗ることが苦手で、自転車の練習も苦労した。
自身を過大評価する節があり、兄のタクオからは「マヨは買いかぶるとダメ」と評されるほどである。幼少の頃から「あんしんしてみててね」や「まかせてね」が口癖であり、その言葉を放つと基本的に失敗する。また、小さなことでドヤ顔をしたり、顔をニヤつかせることが多く、そのたびに周囲をイライラさせることが多い。
一方、努力家であるため、時間はかかるものの、真剣に物事に取り組めば、出来るようになるものも多い。例えば勉強については、タクオに教えてもらいながら頑張ると、テストでそれなりの点数を取ることが出来る。また川でおぼれた経験がありながらも、父であるごろはちに「水泳だけは覚えさせる」と言われ練習していたため、水泳もそれなりにできる。
数少ない得意分野の一つとして、秀でた清掃能力がある。マヨが掃除した箇所は、想像以上に綺麗になるため、それを見た周囲の人が驚くことが多々ある。
「働いている人はみんなカッコいい」という考えを持っており、度々その旨の発言をして周囲を感動させることがある。
周囲の人物（主にタクオ）の話した言葉を完コピするという謎の能力があり、スラスラ話したかと思えば、コピー元の人物の口調までコピーするため、その時は周囲からおかしい言動をしていると思われがちである。
『グルメスパーダ』というファミレスでアルバイトをしている。接客を担当しているが、不器用であるため、おかしな言動で接客することが多い。初期は「大人になったら病気で死んでしまう」といった旨の発言をしていたため、常連客から『悲劇の看板娘』と呼ばれていた。

明河原タクオ（あけがわらタクオ）
マヨと4歳離れている兄。大学2年生。11月23日生まれ。一人称は「オレ」。髪は金髪に染めており、毎朝ワックスで髪を上げている。普段は眼鏡をかけている。普通自動車免許を所有している。
アニメオタクであり、かなりのゲーマー。ホラーものが苦手で、ホラー番組や映画を見た直後は、一人でトイレに行けなくなるほどである。自分がホラーが苦手であることを周囲に隠すために、自身の感情を怒りで支配し、恐怖心を抑え込もうとすることがある。
自身がアニメオタクであるということは周囲に隠しており、彼がアニメオタクであることを知っている人物は、親友であるコウと、察しのいいアカネ程度（後にデートでゆかりにも告白している）である。好みのジャンルは美少女もの。
基本的には落ち着いた性格であり冷静沈着。マヨや弟のほのめからはかなり慕われている良き兄である。父からも「しっかりしすぎ」と評されている。しかし実際には、オタクであることを家族に隠していたり、一人になると叫びだすことから、自他共に認める二面性の持ち主である。また、マヨと同様で不器用であり、初めて取り組む物事に対して、最初は上手くいかないことが多い（テニスなど）。
ゲームの腕はかなりのものであり、ジャンルにとらわれず、テレビゲームからアーケードゲームまでこなす。ネットでは「拓魚（たくうお）」と名乗っており、凄腕ゲーマーとして有名である。一方でレトロゲームには弱い。
同じ大学の同級生であるゆかりに好意を抱いている。コミュニケーション能力は並以上であり、一般の女子ともそつなく会話が出来るが、ゆかりにだけは異常に顔を赤くし、上手に会話できず、敬語になってしまう。それが後にゆかりから距離を置かれていると勘違いされる要因になる。
アルバイトを複数しており、一つは夏休みに始めた家庭教師である。家庭教師を始める前からも別のアルバイトをしているようだが、その内容は明かされていない。

明河原ほのめ（あけがわらほのめ）
マヨと6歳離れている弟。小学4年生。
無口であり、気持ちを表現するのが苦手であるが、コウの作った紙芝居を見て、喜んだり涙流して感動するなど、表情に感情がよくあらわれる。また日常的に絵日記を書いているため、そこに自分の思っている素直な気持ちを綴っている。そのため無口でありながら、周囲の人物からは理解してもらえることが多い。
基礎的な能力は姉であるマヨよりも優れているが、マヨを姉として慕っている。
正義感が強く、猫をいじめている年上の男子生徒にランドセルで攻撃し、警察にお世話になったことがある。
タクオ同様、ゲームが好きであるが、最新の3Dグラフィックスのゲームをしたり、プレイするのを見たりすると、画面酔いを起こしてしまうため、タクオとは対照的にレトロゲームを好む傾向にある。

明河原ごろはち（あけがわらごろはち）
マヨたちの父親。40代後半。薄毛かつ太っている。眼鏡をかけている。ネコアレルギーである。外出時にはハンチング帽を着用することが多い。
子どもたちからは「オヤジ」「お父さん」、ゆりえからは「パパ」と呼ばれる。学生時代の友人や七瀬川家や佐伯家からは「ごろはっちゃん」と呼ばれる。
自身もタクオと同様にゲーマーであり、若いころは長期休暇に入ると、1日中ゲーム三昧な日々を送っていた。タクオがゲーマーになったのも彼の影響が大きい。
妻であるゆりえや娘のマヨを溺愛している。特にマヨに対する愛は異常で、「恋人ができたら許さない」といった旨の発言をよくしているほか、マヨのアルバイトも当初は反対していた。
優しい父親であり、厳しく怒ることは滅多にない。子どもたちに何か物事を教えるときは、優しく諭すように話すことが多い。
タクオ同様、一人になると叫びだす癖がある。

明河原ゆりえ（あけがわらゆりえ、旧姓：佐伯）
マヨたちの母親。40代前半。ごろはちの6歳年下。結婚後数年はごろはちと同じ会社の総務課に所属し、事務をしていたが、現在は専業主婦をしている。
子どもたちからは「母ちゃん」「お母さん」、ごろはちからは「ママ」と呼ばれる。
天然な性格であり、マヨの性格はゆりえ譲りであると言える。たまに鋭く恐い発言をすることもある。また、テレビに影響されやすく、テレビで得た知識をすぐに周囲に披露したり、テレビショッピングで見た商品をすぐに注文したりする癖がある。
料理はあまり得意ではなく、家での食事は何かとレトルトカレー、麺類、ホットプレートでの焼き物で済ませがちである。特にコンビニチキンを乗せたレトルトカレーが好きで、世間にもっと広まってほしいと思っている。
実家は旅館を営んでおり、マヨが小学1年生の頃まで、明河原家はゆりえの実家付近で過ごしていた。
ごろはちが初恋の相手である。高校生の頃、足をくじいて歩けなくなったところを、卒業旅行で近くに来ていたごろはちに助けてもらって以来、好意を抱いていた。

### 七瀬川家
七瀬川しおり（ななせがわしおり）
マヨの親友で、幼馴染。高校1年生。7月11日生まれ。一人称は「しおり」。よって自己紹介の際は「しおりはしおりっていうんだよ」という独特な言い回しをする。髪型はツインテール。髪色は茶色掛かっている。男女問わず、両親など以外の近しい人物に対して、ちゃん付けする傾向がある（例：「タクオちゃん」「ごろはっちゃん」など）。
見た目がかなり幼く、小学6年生辺りから外見が成長していないため、周囲からは小学生と勘違いされやすい。ケイやタクオから頬をブニブニされることが多い。
食べることが大好きで、美味しいものを食べているときは耳が聞こえなくなり、「おいしいおいしい、しおりはしあわせ」といった独り言を呟く。近しい人物からは、その独り言の内容で美味しさの度合いがわかる。特に「天国に連れていってくれるね」という内容のときは、最高に美味しいときである。また、しおりの食事の様子は、周囲から見るとかなり美味しそうで幸せに見えるため、外食時にしおりの食事を見た他の客が同じものを注文したり、お菓子祭りでしおりが出店のお菓子を食べている様子をテレビ中継された際に、急にそのブースのお菓子が売れるなどの現象が度々起きている。
見た目とは裏腹に器用であり、パフェを奢ってもらうのと引き換えに、コウの散髪をしたことがある。また学力面でも成績が良く、高校1年生の1学期の中間試験では、学年1位の成績順位を、期末試験では学年2位を取っている。一方で力は弱い。
マヨと同じグルメスパーダでアルバイトをしており、マヨの後から入っているが、接客能力がマヨより高く、教育係であるアカネを驚かせている。
このように、基本的な能力はマヨよりも高いのだが、幼少の頃からマヨを慕っており、高校進学の際もより高いレベルの高校に入れるだけの力を持ち合わせておりながら、マヨの学力に合わせ、同じ高校に入学している。
マヨと出会った当初は、マヨによく名前を間違えられており、マヨやタクオから「ちおい」と呼ばれ、よく拗ねていた（タクオに関しては、分かった上で呼んでいた）。一方で自分自身もタクオのことを「タクローちゃん」と呼び間違えていた。
幼いころは明るい昼時が好きであったが、ある時を境に、コウが迎えに来てくれる夕方が好きになる。
家庭がそこまで裕福ではなかったため、数千円レベルの現金を所有することが少なく、アルバイトの給料が初めて入った際は、その金額に異常な驚きを見せており、また、大金を所持している際には挙動不審になり、マヨに対しても敬語で話すなど態度が変わる。

七瀬川コウ（ななせがわコウ）
しおりと4歳離れている兄。タクオの親友である。大学2年生。一人称は「オレ」。ネコアレルギー。
基本的に黒髪のミディアムヘアーだが、1度セルフカットに失敗してしおりによる手直しにより短髪になった時期がある。
普通自動車免許と自動二輪運転免許を所有している。自動車に関しては、タクオ程運転する機会は無い模様。バイクは遊園地のアルバイトの通勤に使っている。
明河原家が越してきてからは、小中高の頃はタクオと同じ学校。大学はタクオと違うところに通っている。
自由な性格で、タクオと一緒にいるときはボケ倒すことが多い。逆にしおりを相手にしているときは、翻弄されることが多い。
しおりと同じく器用で、初めてのことでもそつなくこなす傾向にある。
タクオと同じくアニメオタクであるが、タクオとは異なり、自身がアニメオタクであることはオープンにしている。よくタクオの部屋に押しかけては、アニメ談義をしている。
マヨのことを「マヨ隊員」と呼んでいる。これはマヨとしおりが出会った当初、しおりが街を案内したとき、「コウちゃんとならもっと遠くまで探検できるぞ」という旨の発言をしたことから、親しみを込めて呼んでいる。
マヨがタクオのことを「お兄ちゃん」と呼ぶのに対し、コウはしおりから「コウちゃん」と呼ばれる。他にも明河原家からは「コウちゃん」「コウ」と呼ばれ、ケイやアカネ、ゆかりからは、しおりの兄であることから「しお兄さん」と呼ばれる。
絵をかくのが得意で、『モンキー伝説』という、おさるさんや悪魔くん等が出てくる、ほのぼのとした紙芝居を趣味として制作している。現在、3作出来上がっている。
ケイのことがが気になっており、ケイの居る場に自分も加わろうとするなど、何かと彼女と距離を近づけようとしている。
家のローンを払うために、当初はアルバイトをコンビニ、遊園地、銭湯と3つ掛け持ちしていた。しかし忙しそうにしていたコウを見かねたしおりやマヨから説得され、現在はコンビニのアルバイトをやめて、残り二つの掛け持ちにしている。

七瀬川由貴穂（ななせがわゆきほ）
しおりの父。小説家であり、連載作家。
朗らかで優しい性格。コウが紙芝居を描くようになったのは、物語を作る仕事をしている由貴穂の影響によるものである。
幼い頃のしおりがマヨに対して話したある発言が尾を引いて、明河原家からは長い間、大工をやっていると勘違いされていた。
小説家になり家族を持つという夢をかなえてきたことから、幼いころにしおりやコウに「夢は生き甲斐だ」と語っていた。しかしある時を境に小説の人気が低迷し、小説家を辞めることも考えたが、しおりとコウに続けてほしいと懇願され、現在も小説家を続けている。

七瀬川幸子（ななせがわさちこ）
しおりの母。スーパーでパートとして働いている。
明るい性格。料理が得意で、「人間はおいしいゴハンを食べていれば、何でもできる」が持論。この持論は、しおりの人格成型に大きく影響している。

しおりとコウのおじいちゃん
幸子の父であり、しおりとコウの祖父にあたる。
常に明るく元気であり、コウ曰く、コウの元気さは祖父譲りであるという。

### 高城家
高城ケイ（たかじょうケイ）
マヨの親友。高校1年生。6月21日生まれ。一人称は「私」。
髪型はショートカットの黒髪。高校の入学式当日まではロングヘアであったが、その日唐突に短くした。
学校や自宅では眼鏡をかけているが、授業等以外は、おでこの上に乗せるというスタイルを取っている。それ以外の外出先では、眼鏡をかけていない。
マヨやしおりとは、高校で同じクラスになることで知り合う。
美人であり高嶺の花だが、本人にその自覚は無い。普段は不健康そうな見た目をしているが、スポーツをしているときなど健康そうな格好をしているときは、周りの男性が「いつかこの子にも恋をして結婚する時が来る」と妄想を広げ、極端に落ち込むため、アカネからは「普段の感じが丁度いい」と思われている。
性格は面倒くさがり屋で、雑である。朝食は基本的にコーヒー1杯で済ましてしまう。
周囲にいるマヨやしおりが基本的にボケ倒すので、ツッコミ役に回ることが多い。また二人に振り回されることが多く、イラついたりするとよく二人の頬をブニブニする。また、自身の面倒くさがり屋の性格からか、マヨとしおりを二人まとめて「マヨり」と呼ぶことがある。
マヨやしおりとは対照的で、周囲の人物に対して、ちゃん付けで呼ぶことは滅多にない。
一人暮らしをしており、祖父が持っていた空き家に住んでいる。一人暮らしという性格上、マヨやしおりと集まる時は彼女の家が多い。
同居していないが、両親は健在している。特に母は、たまに様子を見に来ている。父に関しては、幼少期の頃、父と思われる人物と手を繋いで歩いている描写があるが、現在の父については作中で描かれていない。
マヨに頼まれて、「アーニー」という名前の猫を飼っている。最近は隣の家から「にゃんじ」という猫も遊びにくるようになり、猫のたまり場にもなりつつある。
中学時代は、ソフトテニス部に所属していた。現在はマヨとしおりと同様に帰宅部である。
マヨほどではないが、不器用であり、勉強もイマイチである。字が汚く、授業ノートの字が読めないほどである。
『Master Coffee』という喫茶店でアルバイトをしている。接客を担当。仕事ぶりは優秀で、メニューのリニューアルを提案したり、パフェを作れるようになるなど、雇用主である源五郎からも一目置かれている。
マヨにグルメスパーダというアルバイト先を薦めた張本人であり、アカネとは以前より繋がりがある様子であるが、5歳年上のアカネとどのような経緯で知り合うことになったかは明かされていない。

ケイちゃんママ
ケイの母。ケイとは別居している。
年齢は30代で、母親にしては若いため、ケイの姉と間違えられることがある（気を遣ってわざと間違えるケースもある）。
心配性で、一人暮らししているケイの様子をたびたび見に来る。

アーニー 
ケイの飼い猫。茶色の体毛で覆われている。
おっとりした性格で、よく食べ、よく寝る。
元々は、男子学生にいじめられていたところをほのめに助けられ、明河原家に招き入れたものの、ごろはちがネコアレルギーであるため明河原家では飼えず、マヨに頼まれてケイの自宅にて飼われることになる。
しかしマヨは、ケイに引き渡す前に、既に「にゃんごろげ」と名前を付けており、最初は「アーニー」と呼んでも反応しなかった。その後「アーニー」と呼んで反応してもらえるようになり、ケイはマヨに対して「にゃんごろげ」と呼ばないように強く言っている。

にゃんじ 
ケイの隣の家のおじいさんが飼っている猫。黄色の体毛で覆われている。
初登場は本作のスピンオフ作品『にゃんごろ劇場』である。本作では『にゃんごろ劇場』終了後に登場。
元々名前が付けられておらず、「にゃんじ」という名前はマヨがつけた。
アーニーとは対照的で、活発で元気である。

### マヨの高校関係者
明河原マヨ（あけがわらマヨ）

高城ケイ（たかじょうケイ）

七瀬川しおり（ななせがわしおり）

野沢ナオ（のざわナオ）
マヨたちと同じクラスの女子生徒。
真面目な性格で頭もよく成績優秀。1学期の中間試験は学年2位で、期末試験は1位を取っている。
「悔いのない高校生活を送りたい」と考えており、生徒会長を目指している。入学式の日にケイに声をかけ、生徒会役員を勧めたが、断られている。
実家はラーメン屋を営んでいる。
美人であり、ケイほどではないがモテている。
船岸の筋肉を見て、何も思わなかった数少ない人物。

葉山元格（はやまげんかく）
マヨの高校の男性教師であり、同じクラスの担任。眼鏡をかけており、坊主頭。茶道部の顧問をしている。
試験監督中や、校長先生との会話中などの大事な場面において、「相手が自分の顔を見ていない隙に変顔をしてスリルを楽しむ」という癖がある。
生徒や他の教員からの信頼が厚い。生徒を注意するときは、単に校則を押し付けるのではなく、その校則を破ることによって、自分や周りに対してどのような不利益があるのかを説明するような形で指導している。
野球経験者である。茶道部の顧問になった経緯としては、複数名の坊主頭の男子生徒から顧問になってほしいと懇願された際に、彼らの見た目から野球部だと思って引き受けてしまったからである。

亀川（かめかわ）
マヨの高校の男子生徒。目がくりくりでくせ毛。
制服の着崩しで葉山から注意を受けたことがある。
葉山曰く、思春期をこじらせている。

### タクオの大学関係者
明河原タクオ（あけがわらタクオ）

宮田茜（みやたアカネ）
タクオと同じ大学の同級生。1年浪人しているため、年齢はタクオ達より1歳年上にあたる。
髪型はセミロングで後ろで一つ縛りにしている。髪色は金髪。一人称は「アタシ」。普段は少し口が悪いが、親しい人物に対する愛情は厚い。また、料理が得意で体が柔らかい。酒を飲むと泣く。
ゆかりと仲が良く、昼食は一緒に食べている。
マヨやしおりと同じく、グルメスパーダで働いており、二人の先輩にあたる。そのため当初はマヨから敬語を使われていたが、マヨが一旦グルメスパーダを辞めてからは、友達付き合いをしているため、現在はタメ口で話す仲である。
親しい仲の人には「アカネちゃん」と呼ばせたがる傾向にある。一方おじさんなど距離を置きたい人には、苗字で呼ばせている。
鈍感な人物が多い本作において、珍しく察しの良い人物であり、タクオがアニメオタクであったり、ゆかりを想っていることを、早い段階で見抜いた数少ない人物である。

里美ゆかり（さとみゆかり）
タクオと同じ大学の同級生。タクオの想い人である。
髪型はロングヘアの黒髪で縛っていない。一人称は「私」。
ハンバーガー屋でアルバイトをしている。ホラーものが好きである。
マヨとはアカネ経由で知り合い、妹のように可愛がっている。また、マヨからは「ゆかりちゃんのようになりたい」と尊敬されている。
タクオのことが少し気になっているようだが、タクオがゆかりと上手く話せないために、自分とは距離を置かれていると勘違いしている。

### 主要人物のアルバイト関係者

#### グルメスパーダ
明河原マヨ（あけがわらマヨ）

七瀬川しおり（ななせがわしおり）

宮田茜（みやたあかね）

店長
グルメスパーダの店長。マヨたちを優しく見守っている。

#### Master Coffee
高城ケイ（たかじょうケイ）

鴛野源五郎（おしのげんごろう）
ケイが働くアルバイト先（喫茶店）のマスターである。心優しく、ダンディな雰囲気をもっている中年男性。
仕事中は、髪を上げているため、髪を下げているときはケイにすら気付かれない。
若いころ、イギリスで修行をしたことがある。

#### 遊園地
七瀬川コウ（ななせがわコウ）

月島のどか（つきしまのどか）
コウと同じ遊園地で働く女性。物静かで、恥ずかしがり屋な性格。
よくコウに遊園地の招待券をあげていて、その券でマヨたちが遊園地に遊びに行ったことがある。

シゲさん
コウと同じ遊園地で働く老人。80歳。
よくポンピーの中に入っている。コウ曰く、ノリのいいおじちゃん。

ポンピー 
コウの働く遊園地のマスコットキャラクター。
ピンク色のくまさんをイメージしている。
言葉を発することが出来ない。また、安全面を考慮して、子どもをおんぶすることも許されていない。
他にもいくつかキャラクターがいるが、ポンピー以外は名前が明かされていない。

メイメイ 
8年前まで、この遊園地のマスコットであったキャラクター。
ピンク色のウサギをイメージしている。
現在のポンピーとは異なり、「ココロ」という概念が存在し、中に入っている人たちが彼らのココロとなって、実際に言葉を発していた。
しかし、遊園地の売り上げが低迷し、低価格路線への変更という、アドバイザーである船岸の策により、喋らないキャラクターへ一新することになったため、お払い箱になった。
メイメイのココロを担当していた従業員は、現在もこの遊園地で別の業務に就き、働いているようである。

ラッピー 
メイメイと同じく、8年前まで、この遊園地でマスコットであったキャラクター。
緑色のカエルをイメージしている。

#### よっこら銭湯
七瀬川コウ（ななせがわコウ）

大道双六（おおみちすごろく）
コウと同じよっこら銭湯で清掃のアルバイトをしている男性フリーター。26歳。長髪であり髪を後ろで束ねている。喫煙者である。
ミュージシャン志望であり、ギターを弾くが、歌唱力が無い。
元々は、高校を卒業後、社会人として就職したが、社会の厳しさを目の当たりにし、フリーターになる。
『チキンハート』という楽曲の歌詞を、コウやネネに見られ、笑われたことがある。しかしコウ伝いでその詞を聞いたタクオにはセンスを褒められ、それ以来タクオに対し、良き兄のように接している。
仕事中にも関わらず、メロディを考える癖があり、ネネに怒られることがある。

朝倉ネネ（あさくらネネ）
コウと同じよっこら銭湯で清掃のアルバイトをしている女性フリーター。23歳。
明るく、他人に興味津々である。
自身を「優しくて綺麗なお姉さん」とイメージしているが、口調が少し男っぽくなってしまいがちである。
婚約者がおり、その存在に言及して以降登場していない。

#### タクオの家庭教師先
明河原タクオ（あけがわらタクオ）

鍛原鉄太（かじわらてった）
タクオの教え子。中学3年生。ゲーマーである。
勉強に関しては元々並み以上の成績を維持していた。しかし、弟の金次がテニスの大会で入賞して両親に褒められた一方で、自身はゲームセンターにて開催された格闘ゲーム大会で優勝しても、褒められるどころか「遊んでばかりじゃダメ」と注意されたが為に、ゲームに固執するようになり、学力を落とすようになる。
少々早とちりな性格で、人の話を遮って自分の意見を主張したり、人を偏見だけで判断して見下す癖がある。最初は、母親が勝手に付けた家庭教師である上に、両親同様にゲームに対して否定的な人間と見做したタクオに対して、反発していた。
改心してからは、真面目に勉強に取り組んでいる。またマヨに気があるようで、マヨと同じ高校に入ることを目標にしており、マヨ達の進学に合わせて、志望通り合格して、晴れてマヨの後輩となる。また、タクオに対しては心を開いて以降もタメ口で話すのに対し、マヨに対しては後輩になる以前から敬語で話す。
SNSでは「アイゼン」と名乗っている。オフ会では上記の癖があるにもかかわらずコミュニケーション能力の高さが見受けられた。

鍛原金次（かじわらきんじ）
鉄太と1歳違いの弟。テニスをしている。

### 佐伯家・親族
明河原ゆりえ（あけがわらゆりえ、旧姓：佐伯）

マヨのおじいちゃん
本名は不明。ゆりえの父であり、マヨたちの祖父にあたる。
当初はゆりえと仲良くしていたごろはちに対して反発的であったが、現在は「ごろはっちゃん」と呼び親しんでいる様子。
天然である。

マヨのおばあちゃん
夫とともに本名は不明。ゆりえの母であり、マヨたちの祖母にあたる。
天然である夫を心配している。

佐伯秋彦（さいきあきひこ）
ゆりえの父方の祖父。マヨたちの曽祖父にあたる。90代。
旅館の創設者である。現在は足を悪くしている。

佐伯清子（さいききよこ、旧姓：赤川）
ゆりえの父方の祖母。マヨたちの曽祖母にあたる。
数年前に他界している。

こまち 
マヨのおばあちゃんの姉の孫娘。マヨたちのはとこにあたる。苗字は明かされていない。
大学4年生。タクオの2歳上である。美大に通っている。
美人でありファンクラブが出来るほどモテる。就職が決まった見知らぬ同級生の男子からプロポーズされたことがある。
マヨからは「こまちゃん」、タクオやいおりからは「こま姉」と呼ばれている。
タクオの初恋の相手である。こまち自身もタクオが好きだった様子を見せている。
昔、川で溺れているマヨを助けようと自身も川に飛び込んだ際、人を抱えて泳ぐことの難しさを痛感し、川や海がトラウマになる。しかし、マヨが克服していることを知り、こまちも克服しようと努力を見せている。
作中では1年後、佐伯家の旅館で若女将をしており、似顔絵を描いてくれる美人若女将として活躍している。

いおり 
こまちの弟。中学生。
家計のために新聞配達のアルバイトをしている。
負けず嫌いな性格で、何かとタクオやほのめに遊びで勝負を挑んでいる。

ちえみ 
こまちの妹。小学生。
マヨに「ちみちゃん」と呼ばれ、可愛がられている。

なずな 
こまちたちの母で、ゆりえの従姉妹にあたる。
デザイナーをしており、締切が近くなると家事を疎かにしがちである。
個展を開いたことがある。ごろはちとゆりえの結婚式のウェルカムボード制作を担当した。

### ゲーム仲間
明河原タクオ（あけがわらタクオ）

鍛原鉄太（かじわらてった）

ヤマト 
凄腕ゲーマーの男性。アゴ髭をはやしており、イカつい風貌をしているため、実年齢よりも老けて見えるが、実際には高校を卒業したばかりの社会人一年目である。
また、見た目とは裏腹に女子力が高めで、パフェが好物でよくSNSに投稿している。
初登場時には吉田という彼女を連れていたが、実際には大会の人数合わせのために「付き合ってくれ」と言ったら、それを告白と勘違いされただけである。誤解を解いたのち、現在は破局している。
人見知りであり、初めて会う人との会話が苦手である。

東龍市（あずまりゅういち）
ゲームチーム「双龍炎」の一員。男性。黒髪である。
実力者でありながら、「ゲームは楽しむための遊戯」という持論を持っている。

双葉虎一（ふたばとらいち）
ゲームチーム「双龍炎」の一員。男性。金髪である。
SNSでは「トラ」と名乗っている。

アシンメトリーズ 
二人組のゲームチーム。
ゲーム大会のルールの穴を突いた卑怯な戦略で勝ち進んでいく。

たまこ
ゲーマーの女性。金髪である。
虎一のことが気になっている様子である。
龍平（りゅうへい）
凄腕ゲーマーの男性。50歳。「超速反応の龍平」という異名を持つ。
自分にはゲーム以外何も残っていないと自暴自棄になり、セクハラまがいの行為を働いてしまう。
黒縁（くろぶち）
眼鏡をかけた女性。黒髪である。
眼鏡の男性
眼鏡をかけた男性。坊主にしている。
毎回名乗るタイミングで、ヤマトが大きい声で話し出して聞こえなくなるため、名前が明かされていない。

### ごろはちの会社関係者
明河原ごろはち（あけがわらごろはち）
元々本社勤務で、一度支社に転勤し、そこでゆりえと出会い結婚。その後しばらくは支社に腰を据えるが、マヨが7歳の頃に本社に戻る。
皆がやりたがらない仕事を積極的に引き受けるため、周囲からの信頼が厚い。

佐伯ゆりえ（さいきゆりえ、現姓：明河原）
短大卒業後に就職し、事務として働く。ごろはちとの結婚後も勤務していたが後に退職。

一ノ宮博之（いちのみやひろゆき）
支社に努めている男性。ごろはちの同僚で、ごろはち、望月とグループを組んで仕事をすることになる。
仕事ぶりは有能であり、爽やかな美男子である。
ゆりえのことを想っている。周囲の男性をゆりえから逸らす為に、同僚男性をサシ飲みに誘っては「望月はあなたを好きだと思う」と吹き込んでいた。実際にごろはちが転勤する前、大場が一ノ宮にそのことを吹き込まれ、望月に告白し振られて気まずくなり、異動するという事案が起きている。
ゆりえに告白して振られたのち、上記の過ちから責任を感じ退職届を提出するも、ごろはちや望月からお叱りを受け、今までの仕事ぶりが優秀であったことも考慮され、退職が撤回になる。
今まで告白されたことはあるものの交際経験がなかったが、最終的に望月と付き合うことになる。

望月加奈子（もちづきかなこ）
支社に努めている女性。ごろはちの同僚で、ごろはち、一ノ宮とグループを組んで仕事をすることになる。
会社のマドンナ的存在であり、かなりモテている。
普段は女性らしいが、酒が入ると男っぽくなり、普段よりも行動的になる。
一ノ宮のことを想っており、一ノ宮がこれまで同僚男性に「望月に好かれている」といった虚偽の事実を吹き込んでいた事を知ったときは、かなり激昂していた。

本社部長
本社で部長を務めている男性。
ごろはちを信頼しており、ごろはちに転勤を勧めた張本人である。

支社部長
支社で部長を務めている男性。
優しくておおらかな性格。カツラを着用しているが、周囲にはオープンにしている。
体格は筋骨隆々としている。

大場（おおば）
元々一ノ宮たちのグループでリーダーとして働いていた男性。
一ノ宮から「望月さんは大場さんが好き」と吹き込まれ、望月に告白して振られ気まずくなり、他の支部に転勤した。

煉獄堂大蛇（れんごくどうおろち）
支社に努めている男性。肉が好物。

月光寺昇竜（げっこうじしょうりゅう）
支社に努めている男性。肉が好物。

### その他人物
岩畑克明（いわはたかつあき）
福引会場で働いている男性。実際には、ゲーム会社でゲームクリエイターとして働いており、『アクションファイターズ』というアクションゲームの制作を担当していた。
しかし、このゲームがパッケージのライトさと比べて難易度が高く、子どもを中心に不人気であったため、売り上げが落ち込み一度退社する。
しかしそのゲームをプレイした明河原家を代表して、タクオがネット上に宣伝動画をアップロードしたところ、人気に火が付き、会社への復帰と廉価版の発売を約束される。

ジュン
眼鏡をかけた女性。岩畑の幼馴染である。実家はゲーム屋を営んでいる。
物静かで、優しそうに見えるが、ゲームを始めるとものすごい形相でプレイし始める。

船岸駒衛門（ふなきしこまえもん）
天才アドバイザーの男性。43歳。
筋骨隆々としており、自身の提案に乗らない顧客に対して力こぶを見せることで、相手を信頼させて従わせている。
幼少の頃はおばあちゃん子であり、祖母とよく来ていたデパートが潰れてしまったのをきっかけに、組織を立て直すアドバイザーの道を志すようになる。本作の外伝であるパステル書房にも登場している。

秦京極朧（しんきょうごくおぼろ）
ある会社で営業として働いているサラリーマン男性。
マニュアルに拘り、眼鏡をかけていて冴えない風貌で、営業成績が悪化していた。しかしフリーマーケットでケイから買ったぬいぐるみの夢を見たことから、マニュアルにこだわることをやめて、結果仕事の状態が良くなった。
ハーフである。

番田直行（ばんだなおゆき）
アニメオタクな男子高校生。アニメ研究部の部長をしており、リア充に嫉妬している。

ジェーン 
外国人の巫女。10年前まで神社で育てられたが、8歳の時に両親と帰国した。
久しぶりに日本に来て、マヨたちに助けてもらいながら、神社の祭りを復活させる。そこで当時の友人と再会する。

海老名勇男（えびないさお）
明河原家の住む町にある交番に勤務していた、男性警察官。実家は北海道にあり、農業を営んでいる。
田舎から抜け出したくて父親に反発しつつ上京。警察官として働きながら街の様子を見ているうちに、「働いている人はみんなカッコいい」と考えるようになり、その考えが現在のマヨに大きな影響を及ぼしている。
その後父が倒れたのをきっかけに、警察官を退職し、実家の農家を継ぐことになる。

酒井春美（さかいはるみ）
由貴穂の担当編集をしている女性。
しおりが幼少の頃、24歳であったため、現在は、30代前半あたりと思われる。

酒井薫（さかいかおる）
春美の妹。しおりが幼少の頃中学生であったため、現在は、20代前半あたりと思われる。
小さい子が大好きで、保育士を目指している。特にしおりの事がお気に入りで、おさがりの洋服をよくプレゼントしていた。

黒田（くろだ）
握力が自慢の筋肉質な男性。
ブラウン、家郎、水太郎らと「MAX Sports」というスポーツ用品店を開く。一度失敗するが、この4人で「健康MAXランド」という健康番組に出演するようになり、世間から注目されるようになる。その後、「MAX Sports」を再開する。

ブラウン 
理論的に筋トレを行なうことを推奨している男性。知識も豊富であり、番組出演の際は大きな戦力となった。
元々は理論的に筋トレをしない黒田と反発していた。
「ブラウン管ってすごくね?」と発言してしまっただけで「ブラウン」と呼ばれるようになる。そのため本当の名前は明かされていない。

家郎（いえろう）
ストレッチが得意な金髪の男性。自身が提唱した柔軟健康法が世間に受けたという。

水太郎（みずたろう）
水泳が得意な水色の髪色をした男性。体が硬い。
本当は「アクア」と呼ばれたかったという。

水太郎のアニキ（みずたろうのあにき）
水太郎の兄。髪を真ん中でわけており、たらこ唇である。
水太郎たちに『MAX Sports』立て直しのために、船岸を紹介した張本人。
普段は「ゲームセンター ガメガメ」というゲームセンターで働いている。船岸のアドバイスにより、格闘ゲーム大会を主催するも、穴だらけのルールを作ったことによって、アシンメトリーズに卑劣な行為をされてしまう。
見た目に反して、とても美人な妻がいる。

ナオの父
ナオの父親。「のざわ亭」というラーメン屋を経営している。
元々はサラリーマンをしていたが、ナオの好物がラーメンであることから、脱サラして経営を始める。
美味しいラーメン作りのために、日々研究に没頭していた。しかし、それに売上が伴わなかったため自信を失い、それがラーメン屋に必要なオーラの無さに拍車をかけることになる。
その後、船岸をアドバイザーとして雇い、かつ食事に来たしおりの食べる姿を見たところ、自信を取り戻し、ラーメン屋は賑わいを取り戻すようになる。
本名は明かされていない。

底山晩成（そこやまばんせい）
「のざわ亭」で働く男性従業員。33歳。
元々は自身で「ソコソコ亭」というラーメン屋を経営していた。ソコソコ亭では、冷凍ラーメンを電子レンジで温めるだけの料理を提供していた。しかし、野菜炒めを作っているBGMをラジカセで流すことによって料理をしているアピールをしたり、外見を取り繕ったりなどの手法により、そこそこ繁盛していた。
美味しいラーメンを作ることが出来、かつ美しい娘のいるナオの父に一度は嫉妬するも、「お客様の笑顔」がみたいという本来の目的を取り戻し、のざわ亭で働くことになる。そこでの勤務態度は真面目である。
元々は、Vの字のような独特の髪形をしていたが、のざわ亭で働きだすのを機に、後ろで一つ縛りをするようになる。

里美かおり（さとみかおり）
ゆかりの双子の妹。コウと同じ大学に通っている。
見た目はゆかりに似ているが、性格は対照的で、活発的。普段はピアスをつけて茶髪に染めている。
マヨと馬が合うらしく姉がタクオとデートする際は、共同してプランを練り裏で手引きをしていた。
ゆかりに扮して周囲の人物に接触するという癖があり、何度かゆかりに怒られている。

## 書誌情報
作品が1話完結ないしは数話完結という性格上、comico掲載の話順と単行本掲載の話順を一致させる必要が無いため、両者の話順は一致していない。また、単行本収録に際し、作者の作業量を減らすために、comicoで少し時系列を戻した話を掲載し、その回を直近の単行本に収録させることで、単行本内での時系列を一致させ、かつ作者の作業量も減らせる一石二鳥な利益を得られる手法を取っている。その例として、2巻収録の「ニャンニャンフロンティアの回」「マヨが風邪をひく回」がある。
2018年5月11日から同年8月9日までの限定で、単行本第1巻がARアプリ『COCOAR2』とコラボしていた。コラボの内容としては、このアプリをインストールし起動して、カメラを単行本内の既定の位置にかざしてスキャンすると、スマートフォンの画面上に、作者のコメントやイラストが出現するというものである。
商業出版としての単行本は2020年2月12日に発売された第15巻が最終巻となっている（現在は絶版）。それ以降のエピソード（232話以降）は作者のセイが出版権を持ち、自費出版によりBOOTH経由で刊行されている（#外部リンクを参照）。巻数も引き継がれ16巻以降として発売。商業版と合わせて全38巻を予定している。
なお、自費出版版の発売日はBOOTHでの商品公開日時を元に記載する。
- セイ『パステル家族』、NHN comico〈アクションコミックス comico BOOKS〉（15巻まで）・自費出版（16巻以降）、既刊22巻
  1. 2015年10月10日発売、ISBN 978-4-575-84699-7
  2. 2016年4月12日発売、ISBN 978-4-575-84779-6
  3. 2016年10月12日発売、ISBN 978-4-575-84861-8
  4. 2017年4月12日発売、ISBN 978-4-575-84956-1
  5. 2017年8月10日発売、ISBN 978-4-575-85014-7
  6. 2017年11月10日発売、ISBN 978-4-575-85055-0
  7. 2018年2月10日発売、ISBN 978-4-575-85115-1
  8. 2018年5月10日発売、ISBN 978-4-575-85163-2
  9. 2018年8月9日発売、ISBN 978-4-575-85197-7
  10. 2018年11月12日発売、ISBN 978-4-575-85233-2
  11. 2019年2月12日発売、ISBN 978-4-575-85266-0
  12. 2019年5月11日発売、ISBN 978-4-575-85305-6
  13. 2019年8月8日発売、ISBN 978-4-575-85347-6
  14. 2019年11月12日発売、ISBN 978-4-575-85372-8
  15. 2020年2月12日発売、ISBN 978-4-575-85419-0
  16. 2024年3月16日発売
  17. 2024年3月16日発売 （2巻同時発売）
  18. 2024年8月27日発売
  19. 2024年8月27日発売 （2巻同時発売）
  20. 2025年4月2日発売
  21. 2025年4月2日発売
  22. 2025年4月2日発売 （3巻同時発売）